# Lebaudy

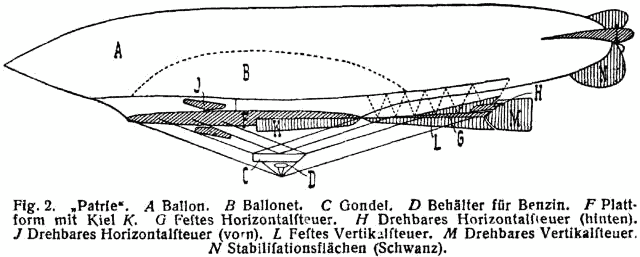
Schema del dirigibile La Patrie tratto dal Lexikon der gesamten Technik

Con il nome Lebaudy, o Lebaudy-Julliot, sono noti una serie di dirigibili semirigidi costruiti in Francia tra il 1902 al 1911. Prendono il nome da Pierre e Paule Lebaudy, proprietari della principale ditta di raffinazione di zucchero di Francia, e dal progettista Henry Julliot. In genere la costruzione del primo dirigibile è fatta risalire ad un'idea dei fratelli Lebaudy, talvolta l'iniziativa è considerata frutto di un'idea dello stesso Julliot, allora direttore tecnico della raffineria Lebaudy.

## I dirigibili
| Nome                    | | Primo volo        | Lunghezza | Diametro | Volume            | Motori                                | Velocità  |
| Lebaudy I               | Francia (bandiera) | 12 novembre 1902  |           |          |                   |                                       |           |
|                         | |                   |           |          |                   |                                       |           |
| Lebaudy Le Jaune        | Francia (bandiera) |                   |           |          |                   |                                       |           |
|                         | |                   |           |          |                   |                                       |           |
| La Patrie               | Francia (bandiera) | 16 novembre 1906  | 61 m      | 10,3 m   | 3.250 m3          | 1 Panhard-Levassor da 60 cv           | 41 km/h   |
|                         | - Militare - Con un nuovo propulsore da 70 CV il 23 novembre 1907 raggiunse la velocità record di 44 km/h - Il 29 novembre 1907 non fu possibile rientrare all'hangar di Verdun a causa di problemi al motore. Rimase ormeggiata all'aperto nei pressi di Souhesnes. Il giorno successivo, nonostante la presenza di 200 uomini alle funi di ormeggio, il dirigibile privo di equipaggio venne strappato via dalle raffiche di vento. L'aeronave fu trascinata da venti, verso le isole britanniche. Sfiorò il suolo presso Belfast e svanì poi nell'Atlantico |                   |           |          |                   |                                       |           |
|                         | |                   |           |          |                   |                                       |           |
| La République           | Francia (bandiera) | 24 giugno 1908    | 61 m      | 10,8 m   | 3.700 m3          | 1 Panhard-Levassor da 70 cv           | 42 km/h   |
|                         | - Militare - Il 25 settembre 1909, sorvolando Avilly, in rotta per Meudon, le pale dell'elica ebbero un cedimento. Alcuni frammenti lacerarono l'involucro, facendo precipitare l'aeronave. Nell'incidente perivano i 4 uomini d'equipaggio: Capitaine Marchal, Lieutenant Chauré, Adjutant Vincenot, Adjutant Réau. A loro furono intitolati 4 dirigibili dell'esercito francese, tra cui il Lebaudy Capitaine Marchal |                   |           |          |                   |                                       |           |
|                         | |                   |           |          |                   |                                       |           |
| Lebed La Russie         | | 29 maggio 1909    | 61 m      | 11 m     | 3.700 m3 4.500 m3 | 1 Panhard-Levassor                    | 36 km/h   |
|                         | - Primo dirigibile militare russo - Dirigibile gemello del La Patrie |                   |           |          |                   |                                       |           |
|                         | |                   |           |          |                   |                                       |           |
| La Liberté              | Francia (bandiera) | 27 agosto 1909    | 65 m      | 12,5 m   | 4.200 m3          | 1 Panhard-Levassor da 120 cv          | 45 km/h   |
|                         | |                   |           |          |                   |                                       |           |
| M.II Lebaudy Autrichien | | 30 maggio 1910    | 69 m      | 11 m     | 4.800 m3          | 1 Austro-Daimler da 100 cv            | 45 km/h   |
|                         | - Militare |                   |           |          |                   |                                       |           |
|                         | |                   |           |          |                   |                                       |           |
| Morning-Post            | Regno Unito (bandiera) | 14 settembre 1910 | 103 m     | 12 m     | 10.000 m3         | 2 Panhard-Levassor da 135 cv ciascuno | 54,7 km/h |
|                         | - 26 ottobre 1910: Traversata de la Manica - Smantellato in seguito ad incidente occorso il 4 maggio 1911 |                   |           |          |                   |                                       |           |
|                         | |                   |           |          |                   |                                       |           |
| Capitaine Marchal       | Francia (bandiera) | 24 marzo 1911     | 85 m      | 12,8 m   | 7.200 m3          | 2 Panhard-Levassor da 70 cv ciascuno  | 45 km/h   |
|                         | - Evoluzione del La Patrie e La Republic - Gondola capace di 10 persone - Militare, ritirato dal servizio nel 1914 |                   |           |          |                   |                                       |           |
|                         | |                   |           |          |                   |                                       |           |
| Lt Selle de Beauchamp   | Francia (bandiera) | 29 ottobre 1911   | 89 m      | 14,6 m   | 10.000 m3         | 2 Panhard-Levassor da 80 cv ciascuno  | 45 km/h   |
|                         | - Militare |                   |           |          |                   |                                       |           |

## Galleria d'immagini

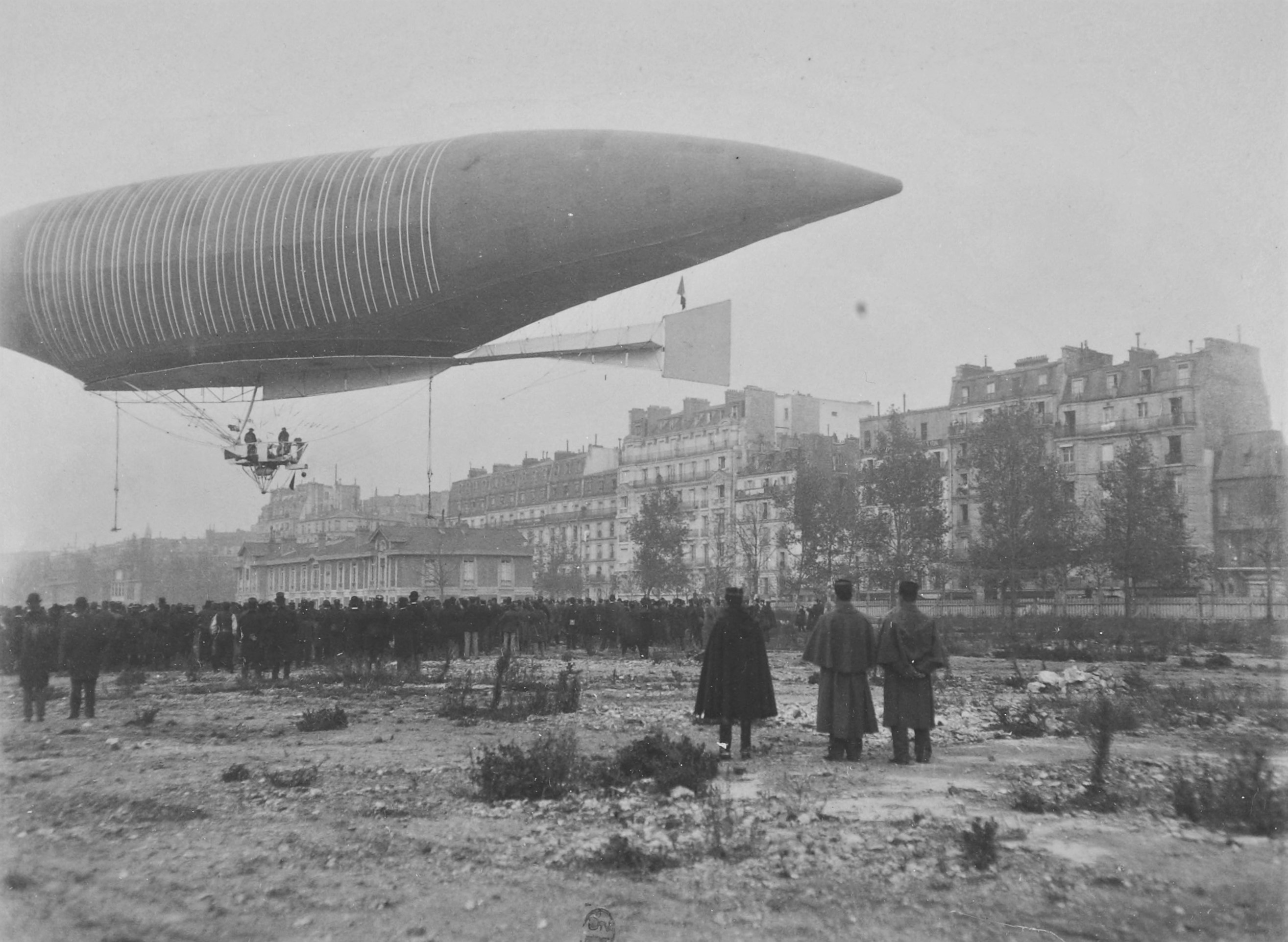
Il Lebaudy I il 20 novembre 1903 nei giardini Campo di Marte di Parigi
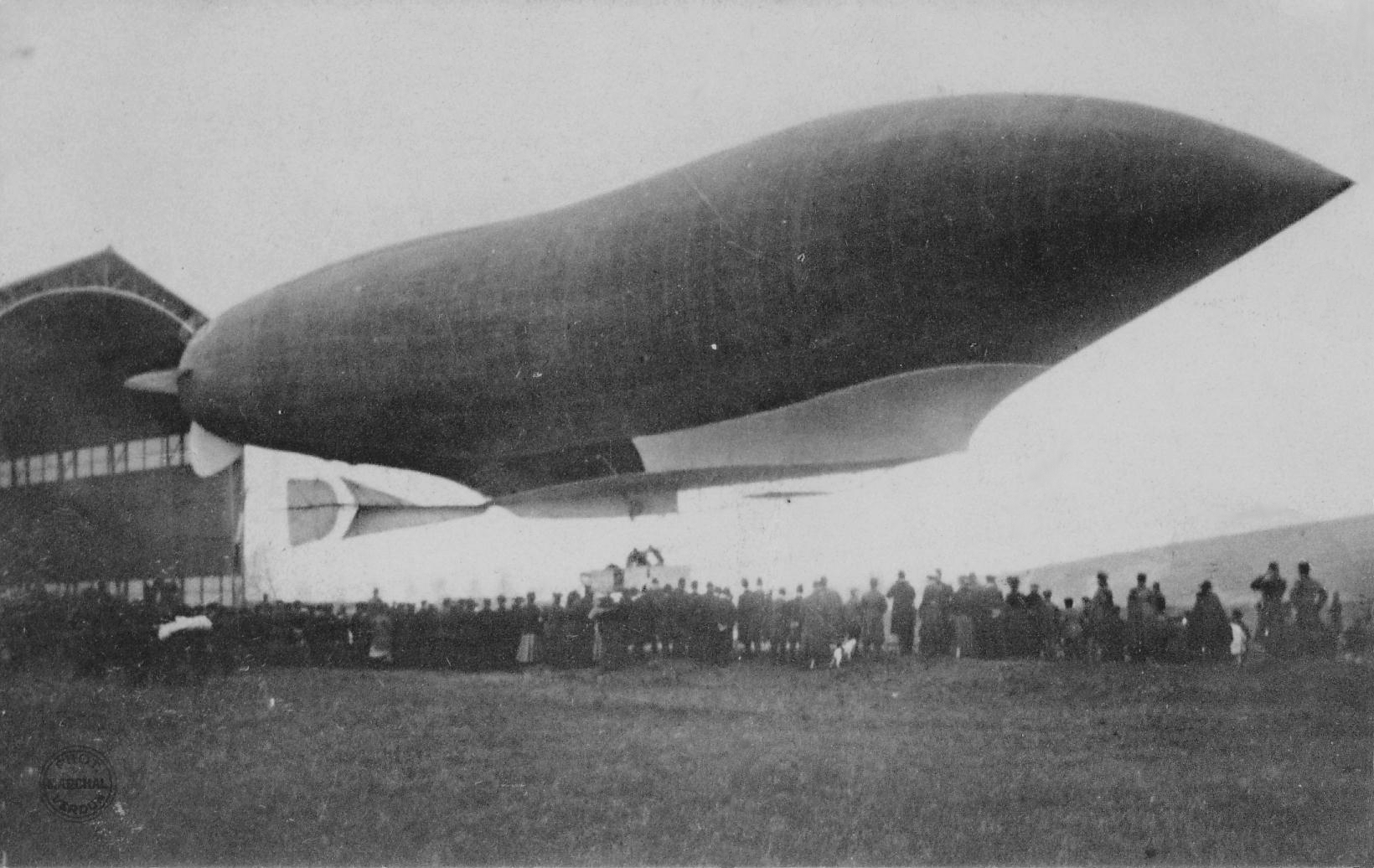
Il Patrie nel novembre 1907
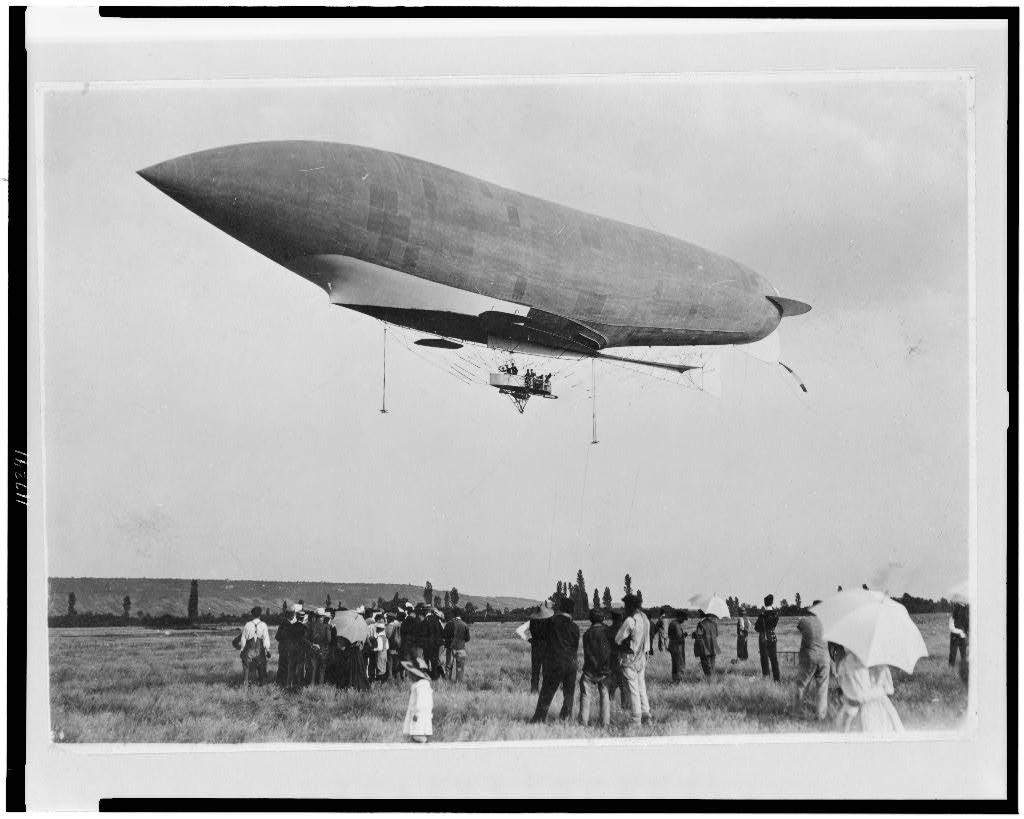
Il République nel 1907
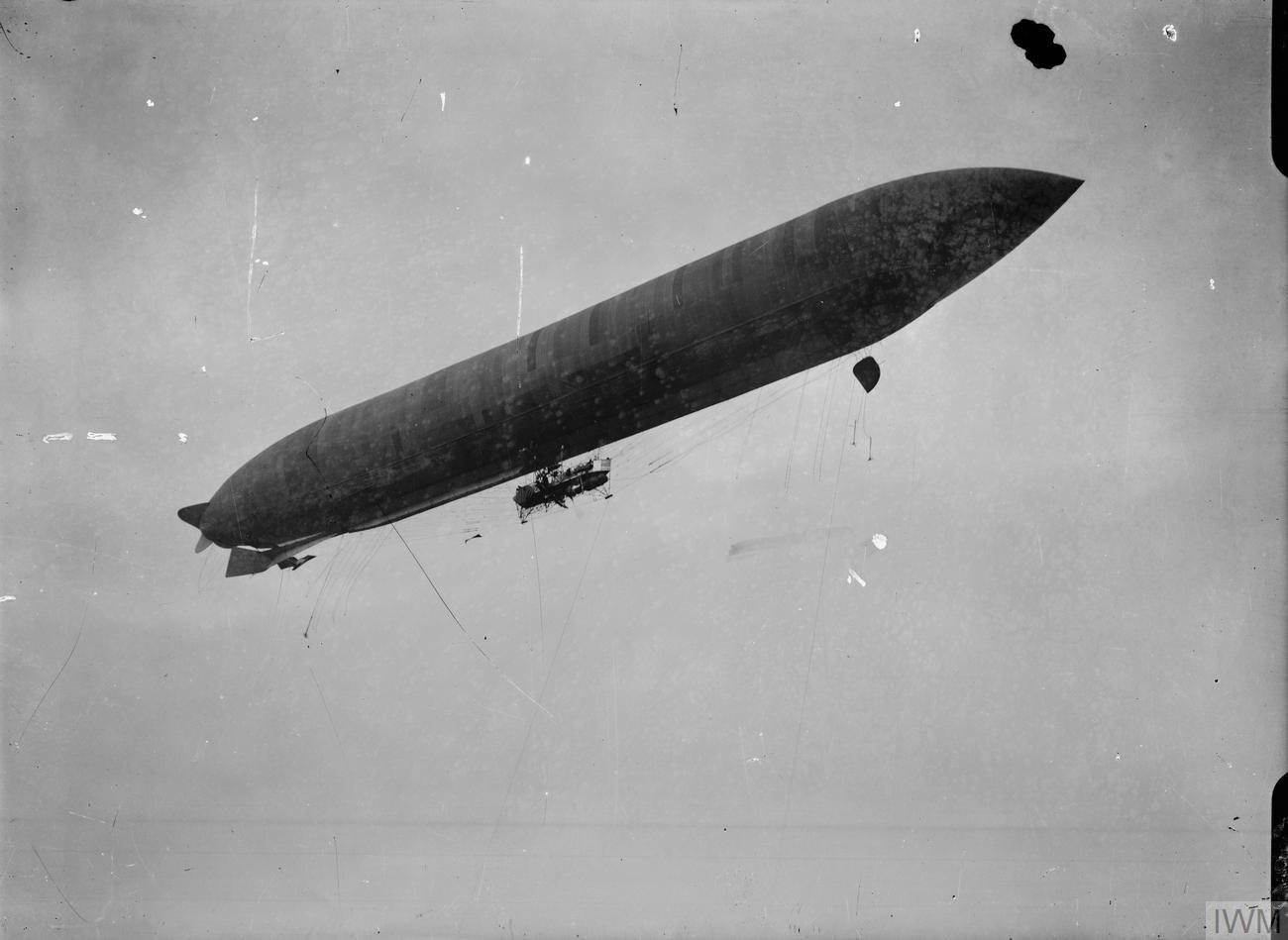
Il Morning Post verso il 1910 circa